# Hergie Bacyadan
Hergie Tao-Wag Bacyadan (4 de noviembre de 1994)  es un boxeador filipino y anterior practicante de wushu y vovinam que hasta ahora ha competido en la división femenina en todos los deportes.
Es el primer medallista de oro de Filipinas del Campeonato Mundial de Vovinam y como boxeador se ha clasificado para los Juegos Olímpicos de Verano de 2024.

## Carrera

### Artes marciales
Bacyadan es un atleta marcial que practica wushu y vovinam.

#### Wushu
Bacyadan entró al equipo nacional de wushu de Filipinas en 2016. Participó en la Copa Asiática Sanda inaugural en 2017 celebrada en Foshan, China, y ganó la plata en la división de 65 kilogramos. En el Campeonato Mundial de Wushu de 2017 en Kazán, Rusia, ganó otra plata.

#### Vovinam
Bacyadan compitió de forma breve en vovinam, y se preparó perdiendo peso para la competición de vovinam en los Juegos del Sudeste Asiático de 2023 en Camboya.
Bacyadan compitió en el Campeonato Mundial de Vovinam del 2023, en la división de combate femenino de 66 kg y se convirtió en el primer campeón de vovinam de Filipinas, ganando contra Mariana Abdeenko en la final.
En respuesta, Rusia presentó una protesta pidiendo anular el resultado y emitir una prohibición contra atletas filipinos en futuras competiciones, alegando que Bacaydan es un "hombre". La federación filipina condenó a su homólogo ruso, y Bacaydan afirmó que es elegible para competir porque "nació mujer" y no se ha sometido a un tratamiento hormonal ni a una cirugía de género, debido a que tales procedimientos implicarían su descalificación.

### Boxeo
El cambio de Bacyadan al boxeo se vio impulsado por su participación en el Campeonato Asiático de Boxeo Grand Slam ASBC 2019 en Xiamen, China, como parte de su intento por clasificarse para los Juegos Olímpicos de Verano.
Bacyadan se clasificó para los Juegos Olímpicos de Verano de 2024 en París al ganar su pelea contra Maryelis Yriza, de Venezuela en el Segundo Torneo de Clasificación Olímpica Mundial de 2024.
Bacyadan prefiere practicar entrenando con boxeadores masculinos cisgénero, algo que considera que le da una ventaja respecto a otras boxeadoras femeninas.
En los Juegos Olímpicos de Verano de 2024, Li Qian lo eliminó por adelantado por decisión unánime en la ronda 16 de la división femenina de 75 kg (peso mediano).

## Biografía
Bacyadan es un hombre transgénero. Habló de su identidad de género en una entrevista con Preview, reconociendo que nació como mujer pero que su "corazón y mente" son los de un hombre. A pesar de esto, Bacyadan compite en las divisiones femeninas, ya que no se ha sometido a ninguna terapia de reemplazo hormonal o cirugía que pudiera poner en riesgo su elegibilidad.
Bacyadan proviene de Tanudan, Kalinga y es un Igorrote. Bacyadan es parte de la comunidad LGBT+ y describe su orientación sexual como "atracción hacia las mujeres". En 2022 se casó con Lady Denily Digo, una mujer bisexual, en Utah. Ambos se dedican a crear contenido online y tienen perfiles en TikTok, Facebook e Instagram.